# Auchmis paucinotata
Auchmis paucinotata är en fjärilsart som beskrevs av George Francis Hampson 1894. Auchmis paucinotata ingår i släktet Auchmis och familjen nattflyn. Inga underarter finns listade i Catalogue of Life.